# Bésingrand
Bésingrand är en kommun i departementet Pyrénées-Atlantiques i regionen Nouvelle-Aquitaine i sydvästra Frankrike. Kommunen ligger i kantonen Lagor som tillhör arrondissementet Pau. År 2022 hade Bésingrand 146 invånare.

## Befolkningsutveckling
Antalet invånare i kommunen Bésingrand
| Referens: INSEE |